# Pistolet Walther P22
Walther P22 – niemiecki pistolet samopowtarzalny kalibru .22 LR przeznaczony do strzelania rekreacyjnego.
Walther P22 zewnętrznie przypomina bojowy pistolet P99 tej samej firmy, ma jednak odmienną budowę wewnętrzną i mniejsze wymiary. Produkowany jest w wersjach Standard i Target różniących się długością lufy. Pierwsza prezentacja tej broni miała miejsce podczas wystawy broni w Nowym Orleanie w 2001 roku.

## Opis
Walther P22 jest bronią samopowtarzalną. Zasada działania automatyki oparta na odrzucie zamka swobodnego. Mechanizm spustowy z samonapinaniem (SA/DA) umożliwia prowadzenie wyłącznie ognia pojedynczego, mechanizm uderzeniowy kurkowy. Bezpiecznik nastawny znajduje się po obu stronach zamka.
P22 jest zasilana ze wymiennego, jednorzędowego magazynka pudełkowego o pojemności 10 naboi, umieszczonego w chwycie. Obustronna dźwignia zatrzasku magazynka znajduje się po bokach chwytu pistoletowego. Po wystrzeleniu ostatniego naboju zamek zatrzymuje się w tylnym położeniu.
Lufa gwintowana, w wersji Target na jej końcowym odcinku zamocowany jest obciążnik. Obciążnik ma wycięcia upodobniające go do osłabiacza podrzutu.
Przyrządy celownicze mechaniczne, stałe (muszka i szczerbinka). Regulację przyrządów celowniczych w pionie przez wymianę muszki, szczerbinka regulowana w poziomie. W wersji Standard muszka i szczerbinka znajdują się na zamku, w wersji Target muszka jest zamocowana na obciążniku lufy.
Pistolet Walther P22 ma szkielet wykonany z kompozytu i zamek znalowy. Podobnie jak w P99 tylna cześć chwytu jest wymienna co pozwala dopasować obwód chwytu do wielkości dłoni strzelca.
Wersje:
1. Walther P22 LR - kaliber 5,56 mm na amunicję bocznego zapłonu
2. Walther P22 LR Target - kaliber 5,56 zasilany amunicją bocznego zapłonu, z dłuższą lufą i obciążnikiem
3. Walther P22Q LR - kaliber 5,56 na amunicję bocznego zapłonu
4. Walther P22 9mm P.A.K - wersja alarmowa (gazowa) o kalibrze 9 mm na amunicję  9 mm P.A.K.[1]
5. Walther P22Q 9mm P.A.K - Gas-Signal o kalibrze 9 mm i amunicję 9 mm P.A. oraz 9 mm P.A.K.[1]
6. Walther P22Q Polen - wersja alarmowa (hukowa) o kalibrze "lufy" do 6 mm, zasilana amunicją 9 mm P.A.K.[1]